# Stazione di Cismon del Grappa
Stazione di Cismon del Grappa vasútállomás Olaszországban, Veneto régióban, Cismon del Grappa településen.

## Vasútvonalak
Az állomást az alábbi vasútvonalak érintik:
- Trento–Velence-vasútvonal

## Kapcsolódó állomások
A vasútállomáshoz az alábbi állomások vannak a legközelebb: 
- Stazione di San Marino (Italia)
- Stazione di Primolano